# 大河内志保
大河内 志保（おおこうち しほ、本名同じ、1971年10月31日 - ）は、日本の女性モデル、タレント、デトックス料理研究家。一時は、新庄 志保（しんじょう しほ）名義で活動していた（後述）。東京都出身。アワーソングスクリエイティブ（ケイダッシュグループ）所属。

## 経歴
1990年に日本航空のキャンペーンガールを務める。1992年にはクラリオン主催のキャンペーンガール「クラリオンガール」に選ばれて一躍話題となる。以降、雑誌や写真集・テレビ出演など多方面で活動した。
2000年12月27日、当時阪神タイガースに在籍していたプロ野球選手の新庄剛志と結婚、結婚式は同年24日に挙げた。その後、芸能活動を休止し、2002年より2003年はメジャーリーグベースボールに所属する夫と共にアメリカで生活した。
2005年より「新庄志保」名義でタレント活動を行うようになった。夫婦揃ってテレビ出演するなどしていたが、2007年12月28日に離婚したことを元夫の公式サイト（当時）で連名にて発表した。
その後タレント活動を再び休止していたが、2009年4月放送のバラエティー番組『行列のできる法律相談所スペシャル』（日本テレビ）への出演を機に活動を再開。それ以降は結婚前の「大河内志保」名義でテレビ出演するなどしている。
2021年10月17日、体調を崩して入院していることを公表。定期更新している「voicy」の配信を当面休止することを明らかにした。10月21日、活動再開を報告。

## 人物
調理師（日本、イタリア〈イタリア専門調理マスターズ〉）、イタリアソムリエ、細胞環境デザイン学中級、ホームヘルパー2級の資格を持つ。
デトックス料理研究家である。テレビ番組『サプライズ』（日本テレビ）において、簡単にできるイタリア料理フルコースを披露したこともある。美食家として日々グルメ友達と食べ歩きをして、自身の公式ブログでも紹介していた時期がある。
モデルの中でも特に美貌を認められることもあり、「伝説的美女の一人」というテーマで取材を受けたこともある。

## 出演

### テレビ番組
レギュラー・準レギュラー出演（現在）
- ヒルナンデス!（2012年6月 - 、日本テレビ） - 「格安コーデバトルナンデス!」コーナーに不定期出演。

レギュラー・準レギュラー出演（過去）
- 餅屋の論理（1992年4月 - 9月、TBS） - アシスタント。
- あっぷ&UP! → キキミミ!（2009年10月 - 2011年9月、関西テレビ） - 木曜日・金曜日にレギュラー出演。

ドラマ
- ニュースなあいつ（1992年7月4日 - 9月19日、日本テレビ） - 一枝理恵 役。
- ネオドラマシリーズ・裏窓の女（1992年11月2日 - 5日、テレビ朝日）

その他
- 行列のできる法律相談所スペシャル（2009年4月12日、日本テレビ）
- にじいろジーン（2009年4月、関西テレビ）
  - 「ミラクルチェンジ」コーナー（2009年7月）
- シルシルミシル（2009年4月、テレビ朝日）
- 快傑えみちゃんねる（2009年5月、関西テレビ）
- メレンゲの気持ち（2009年5月、日本テレビ）
- あさパラ!（2009年5月、読売テレビ）
- 踊る!さんま御殿!!（2009年6月・10月、2010年1月・8月、日本テレビ）
- クイズ!紳助くん（2009年6月 ABC）
- さんま&くりぃむの第3回芸能界(秘)個人情報グランプリ（2009年7月、フジテレビ）
- ダウンタウンDX（2009年7月、読売テレビ）
- 冒険チュートリアル（2009年7月・8月、関西テレビ）
- 有名人が集まる結婚相談所スペシャル（2009年7月、日本テレビ）
- おもいッきりDON!（2009年7月・11月・2010年3月、日本テレビ）
- お笑いワイドショー マルコポロリ!（2009年8月、関西テレビ）
- サプライズ（2009年8月、日本テレビ）
- HEY!HEY!HEY! MUSIC CHAMP（2009年8月、フジテレビ）
- 愛のお悩み解決!シアワセ結婚相談所スペシャル（2009年10月、日本テレビ）
- たかじん胸いっぱい（2009年11月、関西テレビ）
- 世界を変える100人の日本人（2010年1月、テレビ東京）
- 時短生活ガイドSHOW（2010年2月・4月・7月、TBS）
- ごきげんよう（2010年5月、フジテレビ）

他多数

### CM
- クラリオン カラオケ・テレビ（1991年） - CMソングにZARDの『Good-bye My Loneliness』が使われていたが、大河内が歌っている演出がなされていた。

### 広告
- 日本航空（1990年） - キャンペーンガール。[3]
- クラリオン（1992年） - キャンペーンガール「クラリオンガール」。
- 秋のアイスクリームキャンペーン 2009（2009年） - イメージキャラクター。[10]

他

### オリジナルビデオ
- ドロップ・アウト しなやかな女豹（1992年、松竹ホームビデオ）ASIN B00005G220 - 主演 矢島リサ 役
- ジャック パチスロ闇の帝王2（1993年、ケイエスエス）ASIN B00BFNLP32

### 雑誌
- からだにいいこと
- UOMO
- STORY
- 美STORY
- 女性自身
- 美人画報 [注 2]

他

## 出版物

### 写真集
- みつめて愛 DREAMY KISS（1991年9月20日、TIS、撮影：橋本雅司）ISBN 4847022165
- up town girl（1992年4月、英知出版、撮影：小沢忠恭）ISBN 4754213254

### エッセイ
- 人を輝かせる覚悟 「裏方」だけが知る、もう1つのストーリー（2020年11月18日、光文社）ISBN 4334952054

### イメージビデオ
- SHIHO IN BARI（1991年11月25日、クラリオンソフト）
- SHIHO OHKOUCHI in CEBU Island（1992年2月20日、笠倉出版社）